# Prisma (optica)

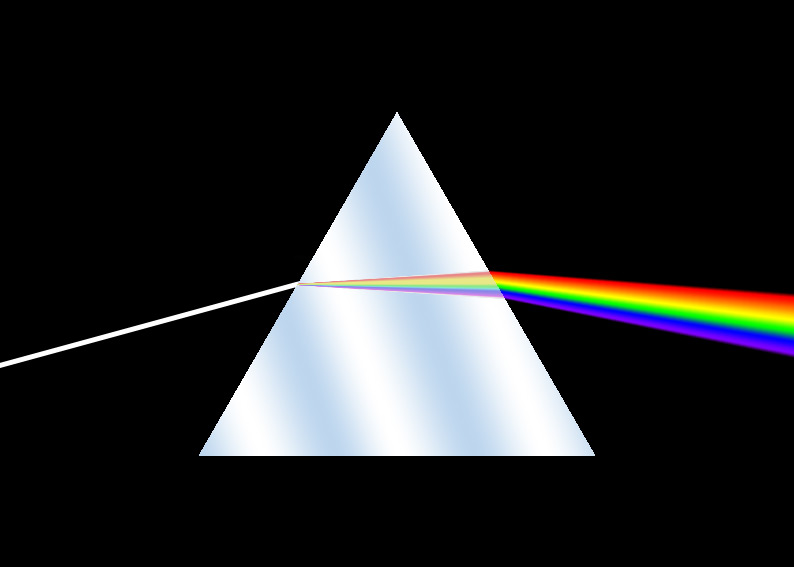
Afbuiging van kleuren volgens Newton. zie het verschil volgens Goethe

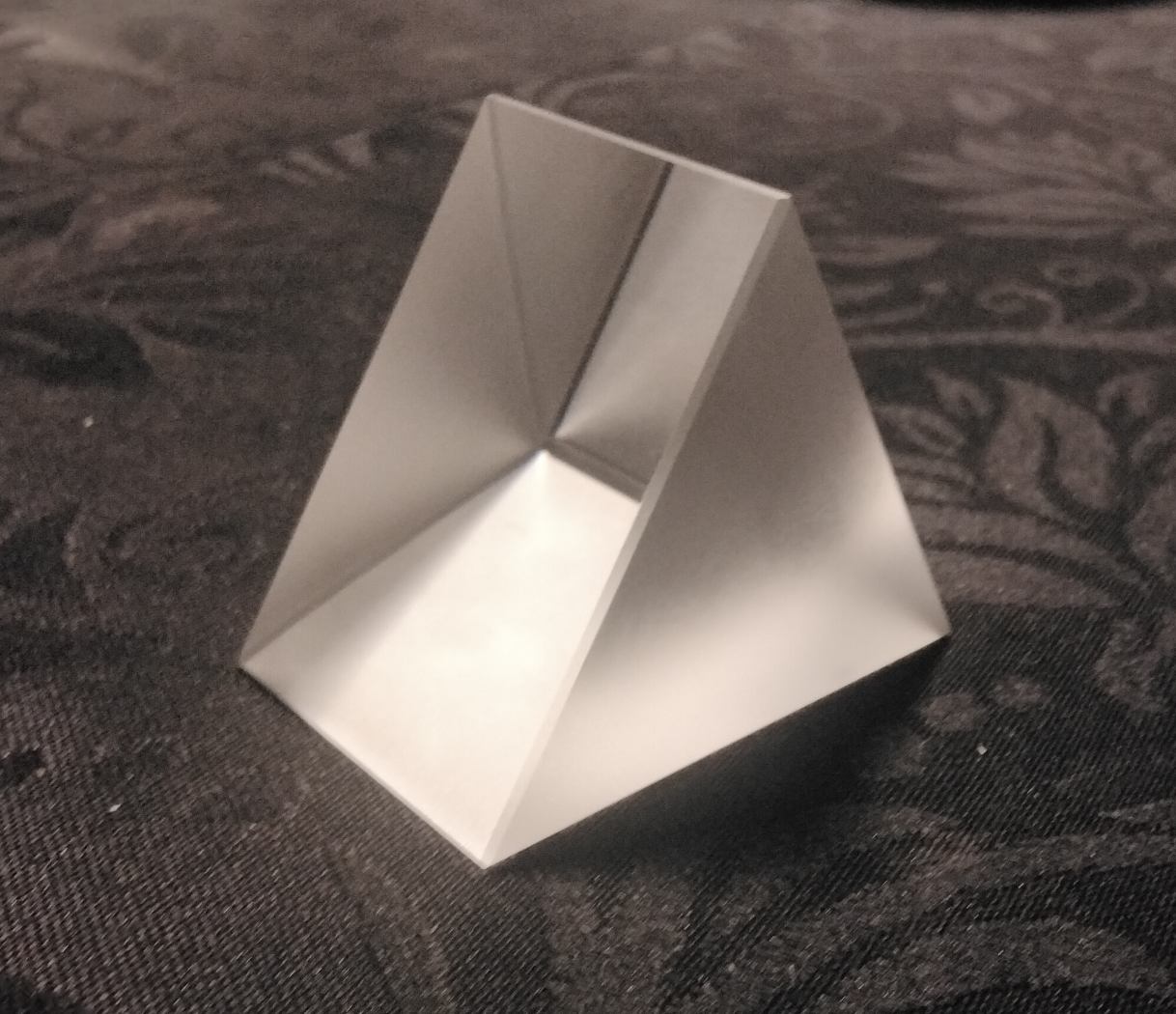
Een optisch prisma voor optica experimenten heeft drie gematteerde vlakken, waar de experimentator het prisma vasthoudt.

In de optiek wordt met een prisma een transparant optisch element bedoeld met vlakke gepolijste oppervlakken. Ten minste twee van deze oppervlakken dienen niet parallel aan elkaar te zijn. Als een lichtstraal door het prisma via deze beide oppervlakken schijnt, wordt de lichtstraal afgebogen, tenminste als de brekingsindex van het glas afwijkt van de omgeving. Voor de grootte van de afbuiging zie bij refractie.
Met "optisch prisma" wordt vaak een driehoekig prisma bedoeld, zoals op bijgevoegde afbeelding. Deze vorm wordt in de spectraalanalyse gebruikt om licht van verschillende golflengten in verschillende richtingen af te buigen om zo het spectrum te kunnen bekijken.
Een andere toepassing van prisma's maakt gebruik van de totale reflectie als het licht onder een grote hoek uittreedt. Dergelijke prisma's worden onder andere gebruikt in prismakijkers en spiegelreflexcamera's.